# Mémoire des apparences
Pour plus de détails, voir Fiche technique et Distribution.
Mémoire des apparences est un film français réalisé par Raoul Ruiz et sorti en 1987.

## Synopsis
Afin d'apprendre par cœur la liste des noms de membres de la résistance contre la junte chilienne, un professeur de littérature utilise une pièce de théâtre espagnole du XVIIe siècle.

## Fiche technique
- Titre alternatif :  La vie est en songe
- Titre anglophone : Life Is a Dream
- Titre allemand : Erinnerung an die Erscheinungen
- Réalisation  : Raoul Ruiz
- Image : Jacques Bouquin
- Musique : Jorge Arriagada
- Montage : Martine Bouquin, Rudolfo Wedeles
- Durée : 100 minutes
- Date de sortie : 1987

## Distribution
- Sylvain Thirolle : Ignacio Vega
- Roch Leibovici
- Bénédicte Sire : Astrea
- Jean-Bernard Guillard : Prince Segismundo
- Jean-Pierre Agazar
- Alain Halle-Halle
- Jean-François Lapalus
- Alain Rimoux
- Laurence Cortadellas

## Commentaire
Ruiz adapte ce sujet et en tire un film expérimental, dans lequel le rêve et la réalité sont intimement liés.